# Лелешти (Бистрица-Насауд)
Лелешти (рум. Lelești) насеље је у Румунији у округу Бистрица-Насауд у општини Чичеу-Михајешти. Oпштина се налази на надморској висини од 342 m.

## Становништво
Према подацима из 2002. године у насељу је живело 219 становника, од којих су сви румунске националности.